# Bernard de Montfaucon
Dom Bernard de Montfaucon, OSB, (1655. január 13. – 1741. december 21.) francia bencés szerzetes és tudós, a paleográfia megalapítója, valamint az egyházatyák művei kiadásának egyik szerkesztője. Ő tekinthető a modern régészet egyik megalapítójának is.

## Korai évek
Montfaucon 1655. január 13-án született Soulatgé várában. Egy év után átkerült Roquetaillade várába, a család lakóhelyére. Hétéves korában Limoux-ba küldték a Keresztény Tanítás Atyái iskolájába.

## Életpálya
Montfaucon önkéntesként szolgált a francia hadseregben, részt vett a francia–holland háborúban 1673-ban. Ő volt a gránátosok kapitánya és Turenne marsall parancsnoksága alatt részt vett a herbsthauseni csatában, majd megbetegedett az elzászi Saverne-ban. Mivel fertőző betegsége volt, fogadalmat tett a Marceille-i Miasszonyunknak, hogy 100 livret adományoz limouxi szentélyének és szerzetes lesz, ha közbenjárására hazajut.
Apja halála után, 1675-ben belépett noviciusnak a bencés rend Bream in Toulouse-i rendházába. Ott számos ókori nyelvet tanult: görögöt, hébert, káldeust, szírt és koptot.
1687-ben Montfaucont a Saint-Germain-des-Prés-i apátságba hívták, ekkor  kezdett dolgozni a görög egyházatyák műveinek kiadásán.
1705-ben Montfaucon megvizsgálta és leírta a Coislin Gyűjtemény görög kéziratait a Bibliotheca Coisliniana-ban (Párizs, 1705). 1708-ban a Palaeographia Graeca-ban Montfaucon elsőként használta a paleográfia szót. Ebben a műben bemutatta Görögország teljes írott történelmét. Tartalmazza Montfaucon vitáit a görög levélformák változatairól, a görög kéziratokban használt rövidítésekről és az archaikus írások megfejtéséről. Ez volt Montfaucon speciális érdeklődési területe. Ebben a művében gyakran idézett görög kéziratokat Alexandriai Szent Atanáz, Órigenész és Aranyszájú Szent János szövegeiben. A könyv olyan átfogóan foglalkozik a görög kéziratok kézírásával és egyéb jellemzőivel, hogy több mint két évszázadig a téma vezető tekintélye maradt.
1714-ben részleteket publikált Órigenész Hexaplá-jából.
1719 és 1724 között Montfaucona L'antiquité expliquée et représentée en figure (Az antikvitás magyarázata és bemutatása ábrákon) 15 kötetét adta ki. 1721-1725 között megjelent ennek a műnek az angol fordítása is.

## Művei
- Analecta graeca, sive varia opuscula graeca inedita (Párizs, 1688)
- S. Athanasii opera omnia (Párizs, 1698)
- Diarium italicum (Párizs, 1702)
- Bibliotheca Coisliniana (Párizs, 1705)
- Collectio nova patrum graecorum (2 kötet, 1706)
- Palaeographia Graeca, sive, De ortu et progressu literarum graecarum (Párizs, 1708)
- Bibliotheca Coisliniana olim Segueriana, Paris: Ludovicus Guerin & Carolus Robustel, (Párizs, 1715)
- L'antiquité expliquée et representée en figures (1-15. kötet, Párizs, 1719-1724)
- Les monuments de la monarchie française (IV. Henriknek, 1-5. kötet, Párizs, 1729–1733)
- Sancti patris nostri Ioannis Chrisostomi opera omnia (Párizs, 1718—1738; új kiadás: 1735—1740)
- Bibliotheca bibliothecarum manuscriptorum nova (1-2. kötet, Párizs, 1739)
- Antiquitas explanatione et schematibus illustrata (L'antiquité expliquée et représentée en figures), 10 kötet

## Fordítás
Ez a szócikk részben vagy egészben  a   Bernard de Montfaucon című angol Wikipédia-szócikk fordításán alapul.  Az eredeti cikk szerkesztőit annak laptörténete sorolja fel. Ez a jelzés csupán a megfogalmazás eredetét és a szerzői jogokat jelzi, nem szolgál a cikkben szereplő információk forrásmegjelöléseként.